# Niente vergini in collegio
Niente vergini in collegio (Leidenschaftliche Blümchen) è un film tedesco del 1978, diretto da André Farwagi, con protagonista Nastassja Kinski, alla sua terza prova importante sul grande schermo.
La trama del film è vagamente ispirata al romanzo Passion Flower Hotel (Liebe nach dem Stundenplan) di Rosalind Erskine (pseudonimo di Roger Erskine Longrigg).

## Trama
Deborah Collins, studentessa di un collegio, alterna gli studi con vari e vani tentativi di perdere la verginità con uno dei ragazzi di una scuola privata situata oltre il lago.
Il film si apre con le ragazze del collegio, che paragonano le misure dei propri seni, e culmina in una festa selvaggia, cui fa da sottofondo See You Later, Alligator (classico di Bill Haley). Durante la festa, Deborah Collins riesce finalmente a fare l'amore con Frederick Sinclair in una sequenza romantica.
La ragazza è espulsa dal collegio, ma minaccia la direttrice di rivelare la presenza, all'interno del collegio, di insegnanti corrotti e licenziosi, se verranno presi provvedimenti punitivi per le altre ragazze. Mentre Deborah parte in treno, dopo un bacio d'addio a Frederick, le sue compagne iniziano a rendersi conto di quanto tutto sarà noioso senza di lei.

## Produzione

### Riprese
Le riprese del film si svolsero nell'arco di 36 giorni, dal 17 agosto all'8 ottobre 1977, per la maggior parte al castello di Ort a Gmunden, in Austria.

## Colonna sonora
Il film è ambientato nel 1956, all'inizio dell'era del rock 'n' roll, infatti si possono ascoltare anche varie canzoni di quel periodo, la maggior parte di Bill Haley: Debbie's Song, The First Kiss, See You Later, Alligator, che in parte canticchiano anche le ragazze, e Shake, Rattle and Roll.

## Promozione
Il film venne presentato in anteprima mondiale il 2 marzo 1978 al Festival di Berlino.

## Distribuzione
Il film uscì nelle sale cinematografiche della Germania Ovest (prime fra tutti a Colonia e Norimberga) a partire dal 14 aprile 1978, e poi nel resto d'Europa, ad eccezione della Germania Est, in cui il film non venne distribuito fino alla riunificazione della Germania.
Venne distribuito e premiato col titolo internazionale inglese di "Boarding School".

## Controversie
Il film causò non poche controversie, non tanto per le diverse scene di sesso mostrate, bensì per la giovanissima età delle cinque protagoniste, quattro delle quali all'epoca minorenni: Nastassja Kinski, per esempio, aveva solo 15 anni, mentre la francese Véronique Delbourg era la più grande, ma anche lei aveva appena compiuto solo 18 anni.

## Accoglienza

### Incassi
Il film in tutto il mondo incassò complessivamente 306,061 dollari esatti.